# ガーデン・ソング
「ガーデン・ソング」(Garden Song) は、アメリカ合衆国のシンガーソングライターであるデヴィッド・マレットが1975年に作詞作曲し、広く知られた童謡、フォークソング。
この曲は、ピーター・ポール&マリーのポール・ストゥーキー、ジョン・デンバー、ピート・シーガー、フレッド・ペナー、デヴィッド・ラモット (David LaMotte)、メイケム・アンド・クランシー、アーロ・ガスリーらによって録音されており、さらにザ・マペッツによる吹き込みもある。1979年にジョン・デンバーがカバーしたバージョンのシングルは、全国チャート入りを果たした。

## 絵本『ぐんぐんぐん』
1997年には、この歌の歌詞をもとに、オラ・アイタン (Ora Eitan) が絵を描いた絵本『Inch by Inch: The Garden Song』が出版された。翌1998年には、著者名を「デービッド・マレット」と表記した、脇明子の翻訳による日本語版『ぐんぐんぐん みどりのうた』も刊行された。
この日本語訳の内容は、種をまき、緑が育つ喜びを歌った歌詞となっており、巻末には楽譜も掲載されている。